# Shigeyoshi Suzuki
Shigeyoshi Suzuki (義 重 zu Suzuki Shigeyoshi, 13 de octubre de 1902 - 20 de diciembre de 1971) fue un jugador de fútbol japonés que jugó y luego dirigió al equipo nacional de Japón.

## Carrera en el club
Suzuki nació en la prefectura de Fukushima el 13 de octubre de 1902. Fue miembro fundador del equipo de fútbol de Waseda Senior High School en 1921 y miembro fundador del equipo de fútbol de la Universidad Waseda en 1924. En Waseda, jugó con muchos japoneses, jugadores del equipo nacional como Haruo Arima, Misao Tamai, Tamotsu Asakura, Shigeru Takahashi, Shojiro Sugimura, Nagayasu Honda, Ko Takamoro y Michiyo Taki.

## Palmarés

### Distinciones individuales
| Distinción                                      | Año  |
| ----------------------------------------------- | ---- |
| Inducido al Salón de la Fama del fútbol japonés | 2007 |